# 문턱 전압

나노와이어 MOSFET의 전류-전압 특성(왼쪽, 대수 y축 사용) 및 ~0.45V 임계 전압에서 연결되는 전도성 반전 채널을 형성하는 전자 밀도 시뮬레이션(오른쪽). 이 전압 이하에서는 극히 적은 전류가 흐른다.

장효과 트랜지스터(FET)의 일반적으로 Vth 또는 VGS(th)로 약칭되는 문턱 전압(threshold voltage)은 소스와 드레인 단자 사이에 전도 경로를 생성하는 데 필요한 최소 게이트-소스 전압(gate-to-source voltage, VGS)이다. 전력 효율을 유지하는 중요한 스케일링 요소이다.
JFET(접합 전계 효과 트랜지스터)를 언급할 때 문턱 전압을 핀치오프 전압(pinch-off voltage)이라고 부르는 경우가 많다. IGFET(절연 게이트 전계 효과 트랜지스터)에 적용된 핀치 오프는 전류가 절대로 꺼지지 않는 경우에도 높은 소스-드레인 바이어스 하에서 전류 포화 동작을 초래하는 채널 핀칭을 의미하므로 이는 다소 혼란스럽다. 핀치 오프와 달리 문턱 전압이라는 용어는 모호하지 않으며 모든 전계 효과 트랜지스터에서 동일한 개념을 나타낸다.

## 같이 보기
- MOSFET
- 다중 문턱 CMOS
- 문턱 전압 이하 전도